# Mehmke
Mehmke este o comună din landul Saxonia-Anhalt, Germania.